# Sharnee' Zoll
Sharnee' Zoll, coniugata Norman (Filadelfia, 11 luglio 1986), è un'ex cestista e allenatrice di pallacanestro statunitense, professionista nella WNBA.

## Carriera
È stata selezionata dalle Los Angeles Sparks al terzo giro del Draft WNBA 2008 (29ª scelta assoluta).